# Cnemoplites flavipilis
Cnemoplites flavipilis är en skalbaggsart som först beskrevs av Thomson 1877.  Cnemoplites flavipilis ingår i släktet Cnemoplites och familjen långhorningar. Inga underarter finns listade i Catalogue of Life.